# Estación de Boissise-le-Roi
La estación de Boissise-le-Roi es un apeadero ferroviario francés de la línea de Corbeil-Essonnes a Montereau, ubicada en el municipio de Boissise-le-Roi, en el departamento de Seine-et-Marne en región de Isla de Francia.
Es un apeadero inaugurado el 28 de mayo de 1955 por la SNCF que forma parte de la línea D del RER, situada a 49,85 kilómetros de París.

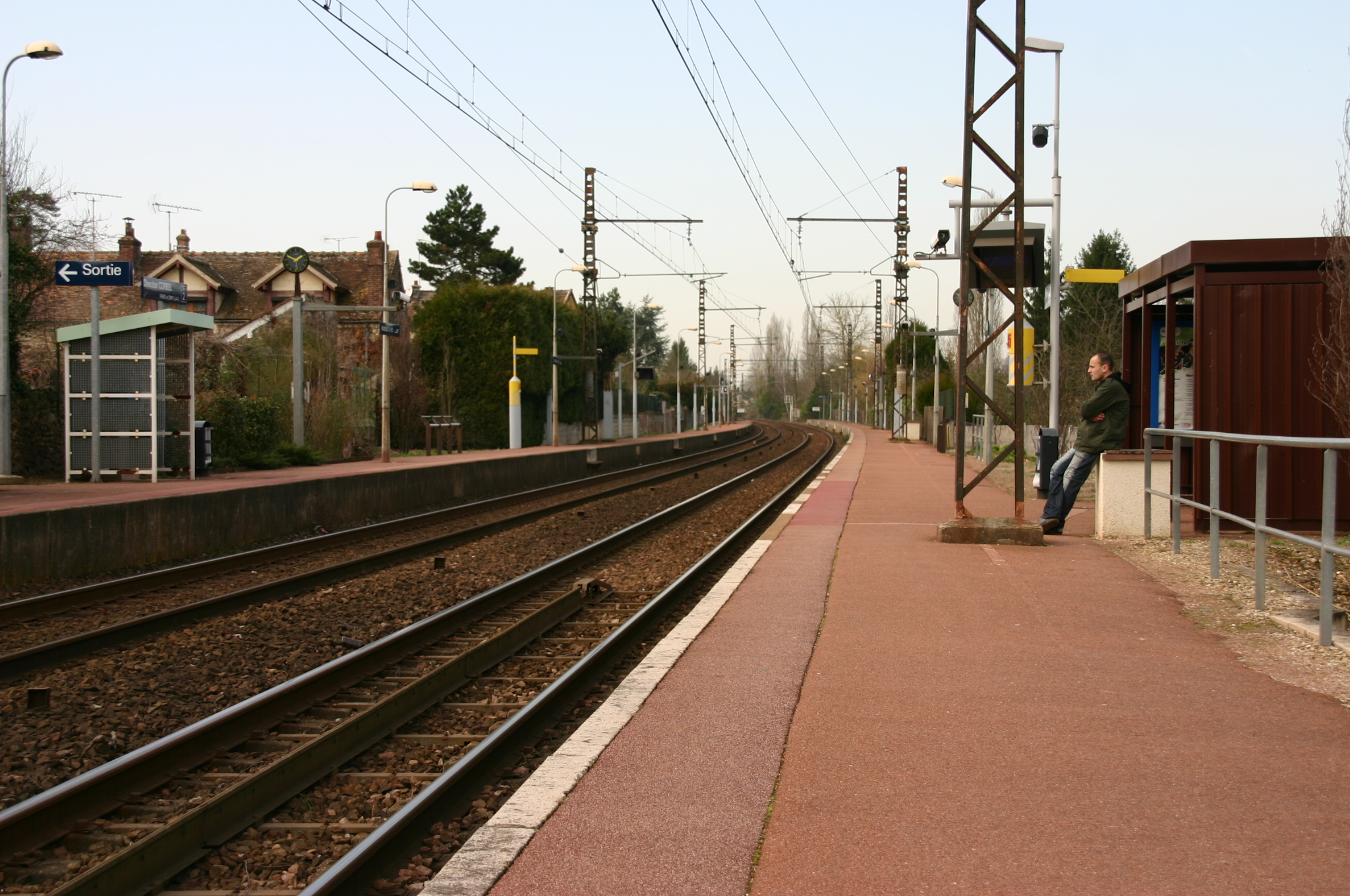
A izquierda, la vía 2 en dirección Corbeil-Essonnes. A derecha, la vía 1 en dirección Melun.

En 2014, según las estimaciones de la SNCF, el uso anual de la estación es de 113 400 viajeros.

## Servicio de viajeros

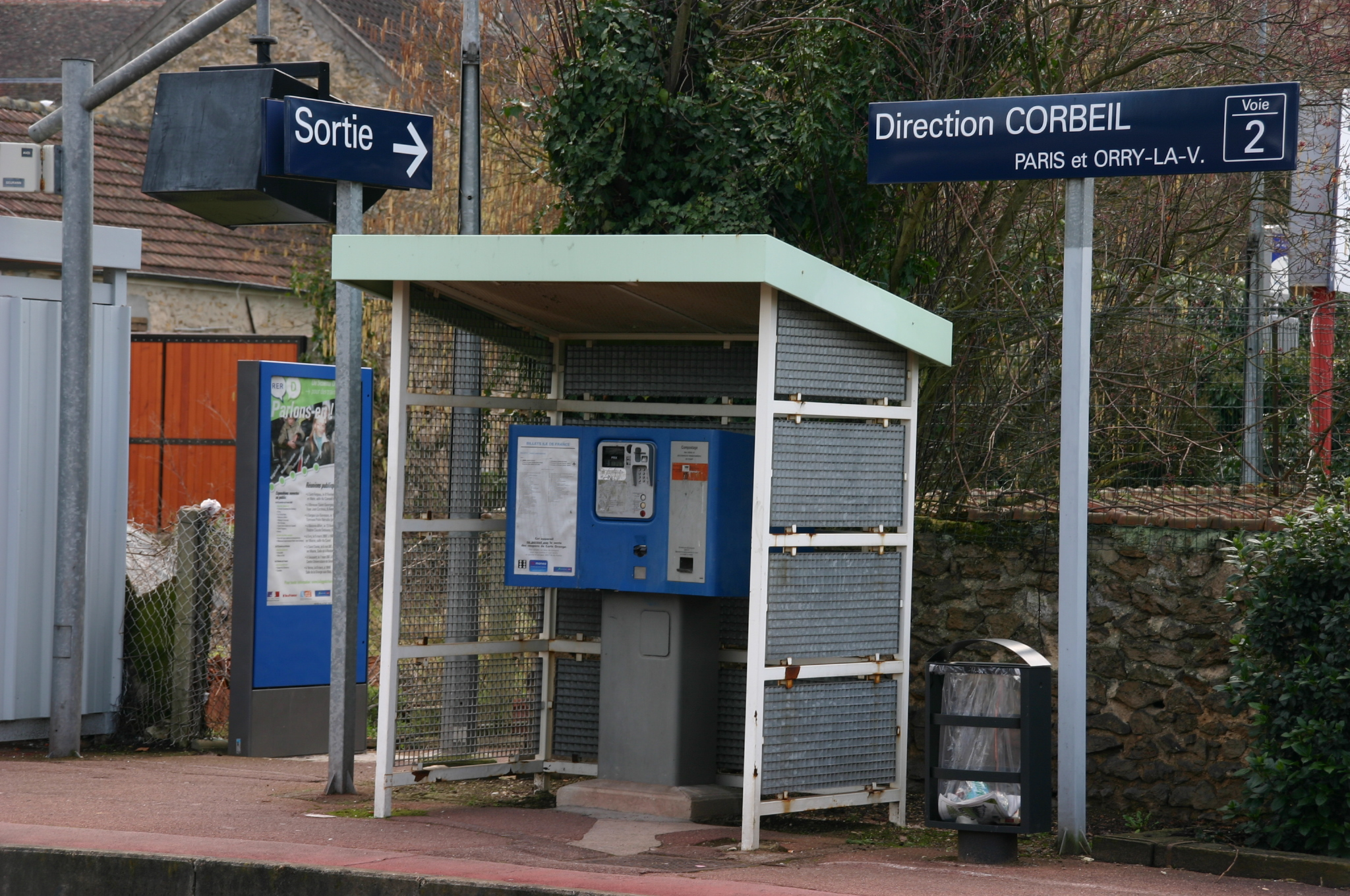
Máquina de venta de billetes.

### Recepción
La estación de Boissise-le-Roi no dispone de edificio de viajeros: no cuenta con personal, por lo que los billetes se adquieren en una máquina automática.
Cada andén de la estación está equipado de un abrigo semicerrado.

### Servicio

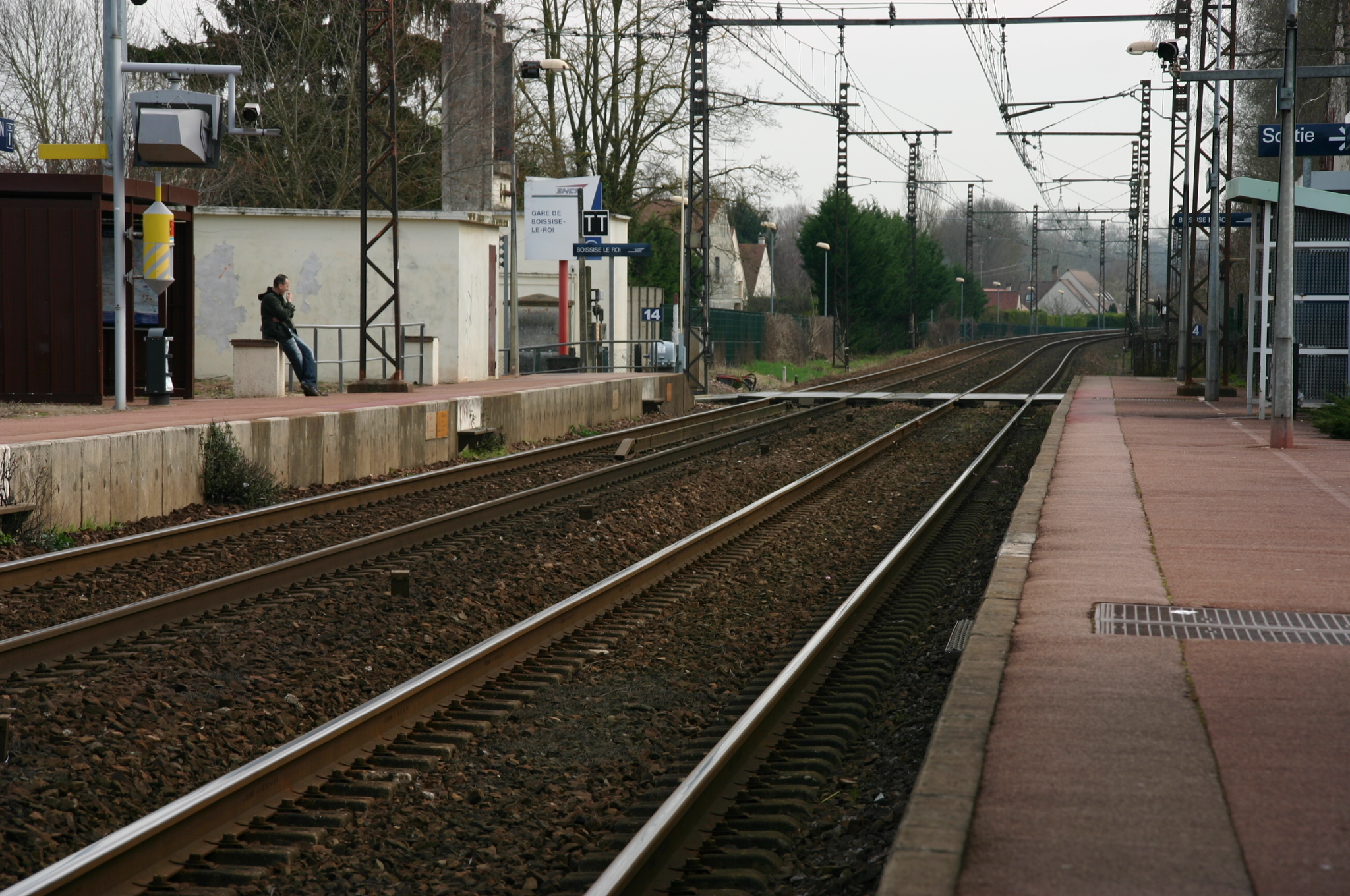
Andenes y paso a nivel para atravesar las vías.

La estación forma parte de la línea RER D.